# 皮耶韦-迪莱德罗
皮耶韦-迪莱德罗（義大利語：Pieve di Ledro），是意大利特伦蒂诺-上阿迪杰大区特伦托自治省的一个旧市镇。总面积18平方公里，人口650人，人口密度36.1人/平方公里（2009年）。ISTAT代码为022141。
2010年1月1日皮耶韦-迪莱德罗市镇与其他市镇一起合并为新的莱德罗市镇。